# Jwalapuram

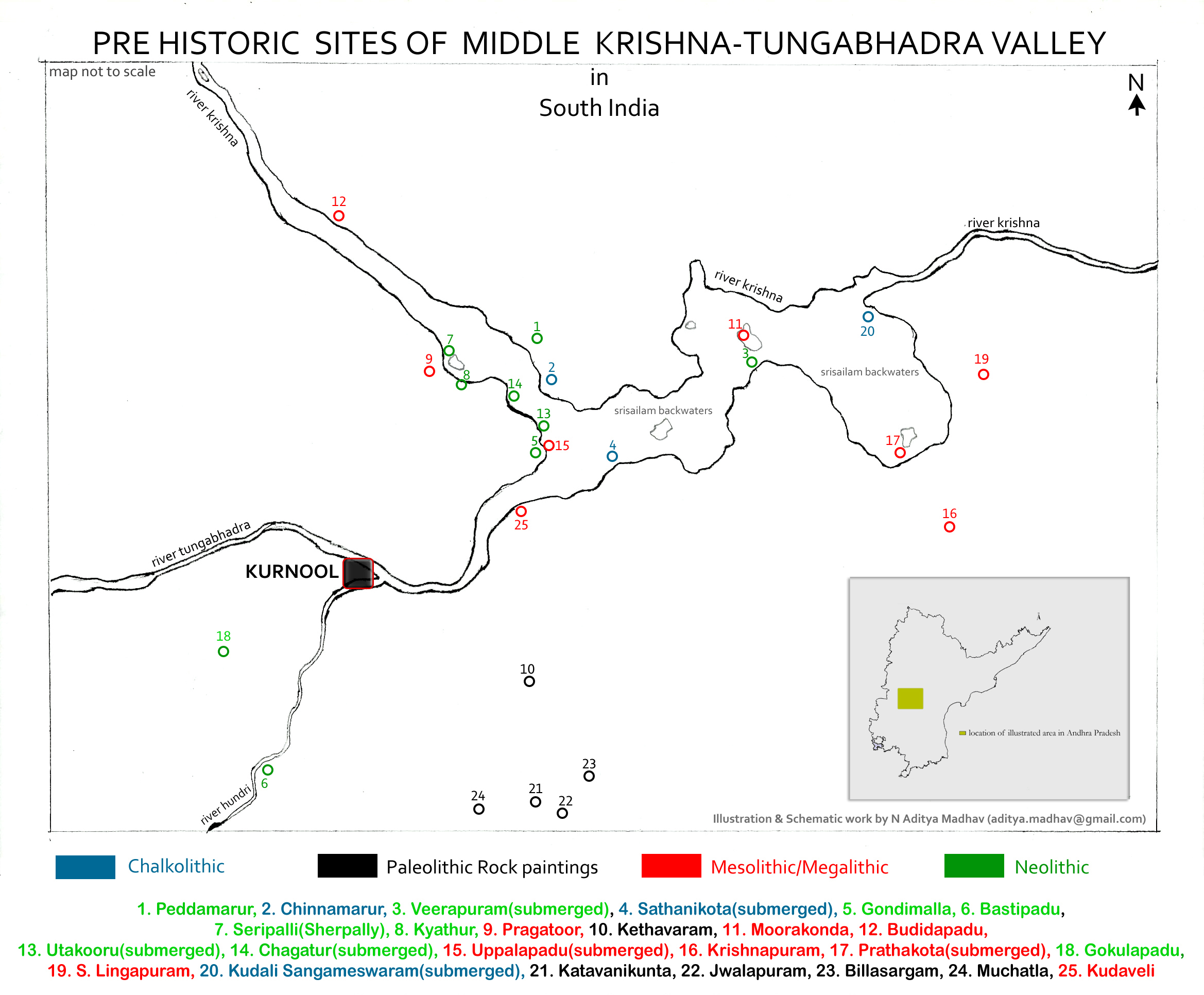
Emplacement de Jwalapuram parmi d'autres sites préhistoriques de la région des vallées de la rivière Krishna et de la rivière Tungabhadrâ.

Jwalapuram (qui signifie ville de feu en sanskrit / télougou ) est un site préhistorique situé dans le district de Kurnool, dans la province d'Andhra Pradesh, dans le Sud de l'Inde, qui a livré des vestiges lithiques datant de juste avant et après la catastrophe de Toba, datée de 74 000 ans avant le présent (AP),. On ne sait pas à quelles espèces humaines attribuer ces vestiges car aucun reste fossile n'a été trouvé jusqu'à présent,.
Jwalapuram est particulièrement important pour comprendre l'émergence de la technologie microlithique en Asie du Sud et le rôle du changement environnemental dans cette évolution. 

## Description
À Jwalapuram, localité 9, cinq unités stratigraphiques fournissent un enregistrement de l'évolution technologique au fil du temps. La technologie des microlames domine les assemblages lithiques de la strate E jusqu'au dépôt supérieur.
Il existe de nombreuses définitions différentes pour microlame. Clarkson et al. définit une microlame comme ayant une longueur maximale de 40 mm dans le sens de la frappe et un rapport longueur/largeur supérieur à 2. Il ajoute que la surface dorsale n'a presque pas de cortex (moins de 20 %) et au moins sur la crête dorsale dans le sens de la frappe ainsi que des marges latérales presque parallèles. En utilisant cette définition de la microlame, Clarkson et al. suit l'évolution de la technologie des microlames dans les strates successives.

## Analyse
Les changements dans la technologie microlithique ont pu être causés par le changement climatique, qui a rendu la région plus aride. Par conséquent, des groupes humains ont dû devenir plus mobiles, entrainant des changements dans leur industrie lithique.

## Documentaire
Jwalapuram est décrit dans un épisode de la série documentaire de la BBC, L'Aventure des premiers hommes, présentée par Alice Roberts.